# Скринсейвер

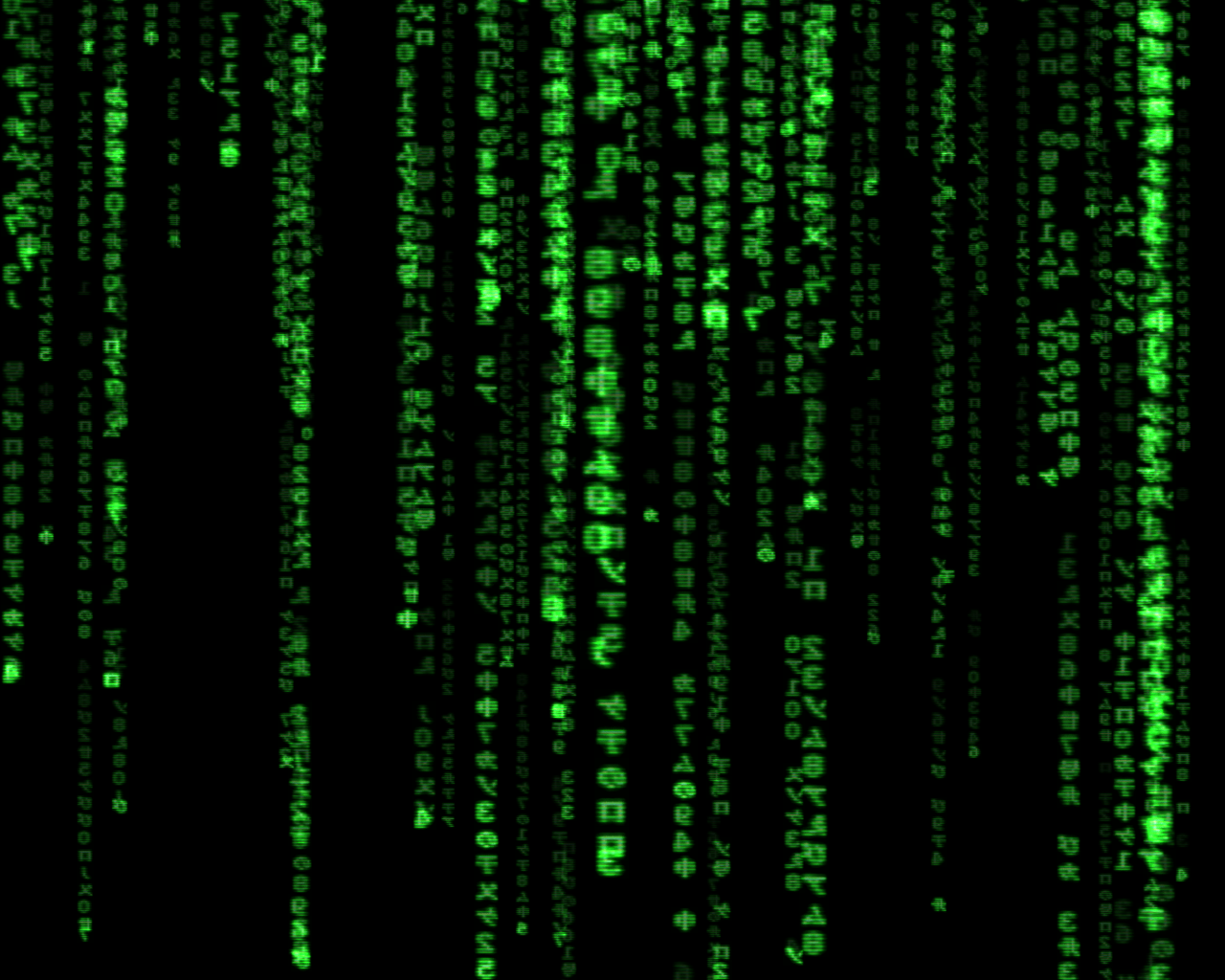
Заставка на тему фільму «Матриця»

Скринсейвер, або екранна заставка чи просто заставка — комп'ютерна програма, яка через деякий час простою комп'ютера замінює поточне зображення на моніторі іншим (зазвичай — динамічним).
Для моніторів на основі ЕПТ і плазмових екранів скринсейвери життєво важливі, тому що допомагають боротися з випалюванням люмінофору або вигорянням пікселів від статичного зображення. Для РК-моніторів це не так важливо.
Заставки також використовують як розваги. Для блокування несанкціонованого доступу до комп’ютера повернення зі стану заставки до робочого стану може бути захищене паролем.

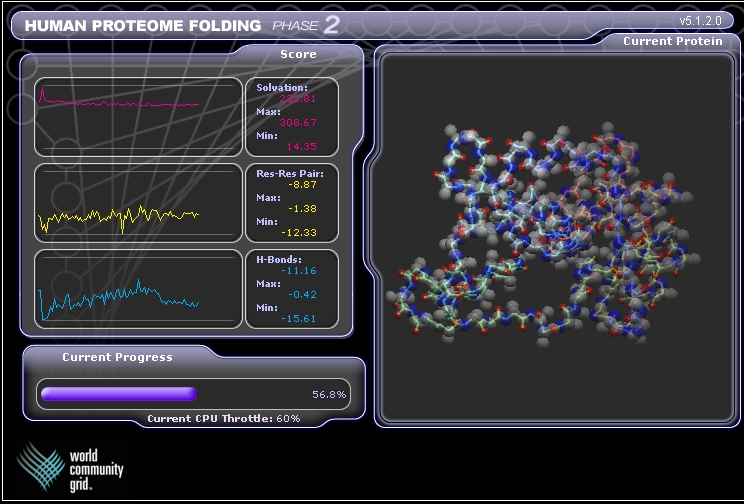
Скринсейвер World Community Grid, який використовує вільний час комп’ютера для аналізу протеїнів

Програма, встановлена у системі як скринсейвер, може також виконувати корисну роботу. Наприклад, час простою персонального комп’ютера може використовуватися для розподілених обчислень.